# Равна гора (област Бургас)
Вижте пояснителната страница за други значения на Равна гора.
Равна гора е село в Югоизточна България. То се намира в община Созопол, област Бургас.

## География
Селото е разположено на 26 km югозападно от Созопол, в югоизточното подножие на ниския рид Росен баир. Близо до селото се намира селскостопанско летище, което в днешно време не функционира.

## История
Селото е кръстено Равна гора по името на едноименната местност, намираща се на югозапад от селото. В летописната следосвобожденска хроника, като дата на основаване на Равна гора като административна единица се споменава 1896 г. В миналото е било полу-българско, полу-турско селище. Чумата често е покосявала местното население, поради което то на няколко пъти е изоставяло къщите си и се преселвало в други близки места, като например съседното село Росен или в местността Отманли. През 1939 г. Равна гора е обявено за село, като до този момент е било махала.

## Население
| \| Година на преброяване \| Численост \| \| --------------------- \| --------- \| \| 1934 \| 720 \| \| 1946 \| 658 \| \| 1956 \| 692 \| \| 1965 \| 691 \| \| 1975 \| 824 \| \| 1985 \| 819 \| \| 1992 \| 523 \| \| 2001 \| 642 \| \| 2011 \| 662 \| |           |
| Година на преброяване | Численост |
| 1934 | 720       |
| 1946 | 658       |
| 1956 | 692       |
| 1965 | 691       |
| 1975 | 824       |
| 1985 | 819       |
| 1992 | 523       |
| 2001 | 642       |
| 2011 | 662       |

### Етнически състав
Преброяване на населението през 2011 г.
Численост и дял на етническите групи според преброяването на населението през 2011 г.:
|                     | Численост |
| Общо                | 622       |
| Българи             | 145       |
| Турци               | 174       |
| Цигани              | 307       |
| Други               | -         |
| Не се самоопределят | -         |
| Неотговорили        | 36        |

## Забележителности
Църквата „Св. Богородица“ в селото е построена през 1911 г.